# 부산 (문인)
부청주(傅青主, 1607년 ~ 1687년)는 중국 청나라 시대의 문인이다. 분명은 부산(傅山)이다. 그는 유명한 박학가이다. 의학, 철학, 회화, 무예 등에 뛰어났다.